# Mystery (Dead by April)
Mystery è un singolo del gruppo musicale svedese Dead by April, pubblicato nel 2012.

## Tracce
Testi e musiche di Pontus Hjelm.
1. Mystery – 2:57
2. Mystery (strumentale) – 2:58

## Formazione
- Peter Mansson - chitarra acustica, missaggio
- Zandro Santiago - voce
- Pontus Hjelm - chitarra, tastiere, voce
- Jimmie Strimell - voce, scream
- Alex Svenningson - batteria
- Marcus Wesslén - basso